# Хакімов Оразберди
Хакімов Оразберди (11 квітня 1902 — 23 січня 1945) — радянський військовик, Герой Радянського Союзу (1945, посмертно).

## Біографія
Народився 11 квітня 1902 року в аулі Хярман-Геокча (нині в межах Ахалського велаяту Туркменістану). Туркмен. Освіта початкова. Працював у сільському господарстві.
У РСЧА з 1918 року. Брав участь у боротьбі з басмацтвом у Середній Азії. Член ВКП(б) з 1932 року.
В 1932 році закінчив курси командирів взводів, в 1936 також пройшов курси політруків, а у 1941 — курси вдосконалення командного складу.
На фронтах Німецько-радянської війни з жовтня 1941 року. Заступник командира 36-го гвардійського стрілецького полку (14-та гвардійська стрілецька дивізія, 5-а гвардійська армія, 1-й Український фронт) гвардії майор О.Хакімов у ході Вісло-Одерської операції, знаходячись 19 січня 1945 року в одному із батальйонів полку, організував розгром ворога в районі села Домбрувка (Польща). 22 січня 1945 року в числі перших форсував річку Одер в районі населеного пункту Ейхенрид (півн.-зах. м. Ополе). Батальйон захопив плацдарм на лівому березі та тривалий час його утримував, при цьому відбивши кілька контратак противника. У ході відбиття чергової атаки майор Хакімов загинув. Похований в місті Кендзежин-Козьле

## Нагороди та звання
27 червня 1945 року Оразберди Хакімову посмертно присвоєно звання Героя Радянського Союзу.
Нагороджений також:
- орденом Леніна
- орденом Червоного Прапора
- орденом Червоної Зірки
- медаллю «XX років Робітничо-Селянській Червоній Армії»